# Literacka Podróż Hestii

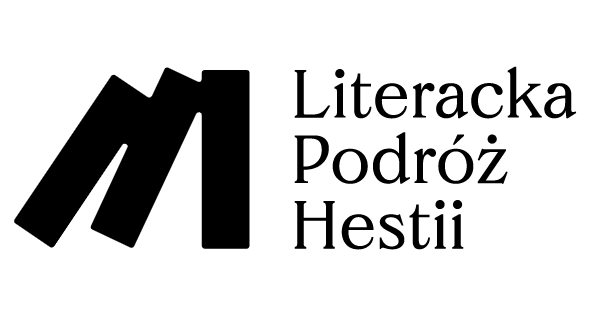
Logo konkursu Literacka Podróż Hestii

Literacka Podróż Hestii – konkurs na najlepszą książkę prozatorską w klasycznej formie (powieść, powieść graficzna lub opowiadanie), napisaną z myślą o młodych czytelnikach. Nagradzani są współcześnie żyjący rodzimi twórcy a konkurs odnosi się wyłącznie do książek opublikowanych w Polsce, po polsku, w roku poprzedzającym.
Fundatorem nagrody w wysokości 50 tysięcy złotych, jest Ergo Hestia. Konkurs organizuje Fundacja Artystyczna Podróż Hestii w partnerstwie z Fundacją Wisławy Szymborskiej.
Pierwsza edycja konkursu miała miejsce w 2021 roku.

## Kapituła
Członkami Kapituły są: Maciej Wojtyszko, Joanna Olech, Michał Rusinek (Fundacja Wisławy Szymborskiej), Katarzyna Kasia, Magdalena Kąkolewska (Artystyczna Podróż Hestii). Kapitule przewodniczy Piotr Śliwicki.
W drugiej edycji konkursu do jury dołączył Krzysztof Łapiński, nominowany do nagrody w roku 2021.
W trzeciej edycji Magdalenę Kąkolewską zastąpiła Natalia Wiercińska, a Krzysztofa Łapińskiego Katarzyna Wasilkowska (dwukrotnie nominowana do nagrody). Do Kapituły dołączył Artur Borowiński, reprezentując fundatora.

## Nagrodzeni

### 2025
Nominacje
- Cezary Harasimowicz, il. Marta Kurczewska, Chłopiec z lasu, Wydawnictwo Agora dla dzieci (AGORA)
- Agnieszka Misiak, il. Wojciech Ignaciuk, Kosma, Kopaz i leśna szkoła. Trudne początki, Wydawnictwo Druganoga
- Marcin Szczygielski, il. Marta Krzywicka, Makabrama, Wydawnictwo Bajka
- Aleksandra Motyka (pseud. Sasza Hady), Same dobre wróżby, Wydawnictwo Literackie
- Dominika Słowik, Rybie oko, Wydawnictwo Literackie

### 2024
Laureatka
- Karolina Lewestam, Silla, Wydawnictwo Agora dla dzieci (AGORA)[5]

Nominacje
- Zygmunt Miłoszewski, Hydropolis 2. Walcz, Wydawnictwo W.A.B. (Grupa Wydawnicza Foksal)
- Katarzyna Ryrych, Księżniczka na wygnaniu, czyli osiem żywotów Reginy Różyczki, Wydawnictwo Butterfly (Ibis)
- Maria Strzelecka, Hajda. Beskid bez kitu, Wydawnictwo Libra P
- Natalia Szostak, Zguba, Wydawnictwo W.A.B. (Grupa Wydawnicza Foksal)

### 2023
Laureatka
- Aleksandra Herzyk, Wolność albo śmierć, Kultura Gniewu[7]

Nominacje
- Ilona Wiśniewska, Przyjaciel Północy, Wydawnictwo Agora dla dzieci (AGORA)
- Marcin Szczygielski, Antosia w bezkresie, Instytut Wydawniczy Latarnik im. Zygmunta Kałużyńskiego
- Zygmunt Miłoszewski, Uciekaj. Hydropolis, Wydawnictwo W.A.B. (Grupa Wydawnicza Foksal)
- Andrzej Marek Grabowski, Biuro dzieci znalezionych, Wydawnictwo Literatura

### 2022
Laureatka
- Roksana Jędrzejewska-Wróbel, Stan splątania, Wydawnictwo Literackie[8]

#### Nominacje
- Aleksandra Motyka (pseud. Sasza Hady), Zefiryna i księga uroków, Wydawnictwo Literackie
- Agnieszka Wolny-Hamkało, Po śladach, Hokus-Pokus
- Katarzyna Wasilkowska, Już, już!, Wydawnictwo Literatura
- Marcin Przewoźniak, Zabójcze pierogi. Mama w occie, Wilga (Grupa Wydawnicza Foksal)

### 2021
Laureatka
- Katarzyna Ryrych, Lato na Rodos, Nasza Księgarnia[9]

#### Nominacje
- Krzysztof Łapiński, Dzik dzikus, Wydawnictwo Agora (AGORA)
- Marcin Szczygielski, Oczy Michaliny, Oficyna Wydawnicza As, Instytut Wydawniczy Latarnik im. Zygmunta Kałużyńskiego
- Katarzyna Wasilkowska, Świat Mundka, Wydawnictwo Literatura
- Marta Kisiel, Małe Licho i lato z diabłem, Wilga (Grupa Wydawnicza Foksal)